# Brainstorm (1965)
Brainstorm is een Amerikaanse film noir uit 1965 onder regie van William Conrad.

## Verhaal
Jim Grayam kan Lorrie Benson redden van zelfmoord. Zij worden verliefd op elkaar en besluiten de man van Lorrie te vermoorden.

## Rolverdeling
| Acteur                  | Personage              |
| ----------------------- | ---------------------- |
| Jeffrey Hunter          | Jim Grayam             |
| Anne Francis            | Lorrie Benson          |
| Dana Andrews            | Cort Benson            |
| Viveca Lindfors         | Dr. Elizabeth Larstadt |
| Stacy Harris            | Josh Reynolds          |
| Kathie Browne           | Angie DeWitt           |
| Phillip Pine            | Dr. Ames               |
| Michael Pate            | Dr. Mills              |
| Robert McQueeney        | Sgt. Dawes             |
| Strother Martin         | Mr. Clyde              |
| Joan Swift              | Clara                  |
| George Pelling          | Butler                 |
| Victoria Paige Meyerink | Julie Benson           |
| Stephen Roberts         | Rechter                |
| Pat Cardi               | Bobby                  |